# بخش جنوبی دهلی
بخش جنوبی دهلی (به انگلیسی: South Delhi) یک بخش در هند است که در دهلی واقع شده‌است. بخش جنوبی دهلی ۲۵۰ کیلومتر مربع مساحت و ۲٬۷۳۳٬۷۵۲ نفر جمعیت دارد و ۲۴۱ متر بالاتر از سطح دریا واقع شده‌است.